# ان وینگ
ان وینگ یا آنه وینگ (به انگلیسی: Anne Weying) که شی-ونوم (به انگلیسی: She-Venom) نیز شناخته می‌شود، یک شخصیت خیالی در کتاب‌های کامیک منتشر شده توسط مارول کامیکس است. این شخصیت توسط نویسنده دیوید میشلین و طراح مارک بگلی خلق شده‌است؛ که برای اولین بار در شمارهٔ ۳۷۵ از مجموعه کمیک مرد عنکبوتی شگفت‌انگیز (مارس ۱۹۹۳) حضور پیدا کرد. ان ویینگ یک وکیل موفق، همسر سابق شخصیت ادی براک و به طور مختصر در نقش میزبان سیمبیوت ونوم ظاهر شده‌است. او همچنین نخستین شخصیتی به‌شمار می‌رود که پیش از پاتریشا رابرتسون، با هویت شی-ونوم شناخته می‌شد.
میشل ویلیامز نقش این شخصیت را در فیلم ونوم (۲۰۱۸) به کارگردانی روبن فلیشر، و دنبالهٔ آن ونوم: بگذارید کارنیج بیاید (۲۰۲۱) ایفا کرده است.